# Styloniscus commensalis
Styloniscus commensalis is een pissebed uit de familie Styloniscidae. De wetenschappelijke naam van de soort is voor het eerst geldig gepubliceerd in 1910 door Charles Chilton.